# Pentax 6×7
Pentax 6×7 — среднеформатный однообъективный зеркальный фотоаппарат с ручной фокусировкой сменных объективов. Рассчитан на роликовую плёнку типа 120 или плёнку типа 220. Выпускался с 1969 года. С производства снят, но и в настоящее время остается одной из самых надежных и удобных профессиональных среднеформатных камер.

## Модификации
Начав выпуск Pentax 6×7 в 1969 году, производитель неоднократно вносил в устройство камеры ряд улучшений. Например, предподъем зеркала, позволяющий предотвратить шевелёнку при съёмке, поскольку зеркало среднеформатной камеры весьма массивно. В камерах поздних выпусков добавлена эта функция, обозначенная аббревиатурой MLU (англ. Mirror Lock-Up). Ряд камер ранних выпусков Asahi Optical отзывал для такой доработки. Как следствие, определить наличие предподъема зеркала у камеры по её серийному номеру невозможно.
В 1989, Pentax 6×7 пережил ряд значительных изменений, основным из которых была замена электронно-механического затвора с частичным механическим управлением, затвором с полностью электронным управлением. Это изменение улучшило точность отработки выдержки, но потребовало обязательного электропитания затвора в режиме B, что отвернуло от камеры фотографов занимающихся астросъёмкой. Также часть металлических деталей корпуса была заменена поликарбонатными для снижения массы фотоаппарата. Модернизированная модель была переименована в Pentax 67.

## Некоторые характеристики
- электронно-механический затвор в фокальной плоскости с тканевыми шторками горизонтального хода. Выдержки: 1 — 1/1000 с, X, B.
- Выдержка синхронизации — 1/30 с.
- Питание (затвор, TTL-пентапризма): одна батарея типа 4SR44/544 или PX28 6 В или 4 шт LR44/SR44 1,5 В.
- Индикатор состояния элементов питания.
- Внутренний байонет используется для объективов с фокусными расстояниями от 35 до 300 мм, внешний — от 400 до 1000 мм.
- Сменные видоискатели (дополнительные принадлежности) шахты и пентапризмы. В том числе TTL-призма.